# Протестанты Ольстера
Протестанты Ольстера — этнорелигиозная группа в ирландской провинции Ольстер, где они составляют около 43 % населения. Большинство ольстерских протестантов являются потомками колонистов, прибывших из Великобритании в XVII веке на Ольстерские плантации. С XVII века религиозные и политические разногласия играли важную роль в истории Ольстера и Ирландии в целом. В частности, эти разногласия привели войнам Ирландской Конфедерации, кромвелевскому завоеванию Ирландии, Вильгельмской войне, ирландскому восстанию 1798 года и прочим волнениям. В настоящее время большинство ольстерских протестантов проживает в Северной Ирландии, которая была создана в 1921 году, чтоб иметь ольстерское протестантское большинство. В политическом плане большинство из них являются юнионистами и лоялистами и хотят, чтобы Северная Ирландия оставалась частью Соединенного Королевства.

## История
В XVII веке, во времена правления короля Якова, началась колонизация гэльской католической провинции Ольстер шотландцами и англоязычными протестантами, в основном выходцами из Лоуленда и Северной Англии. Те, кто приехал из Шотландии, были в основном пресвитерианами, а те, кто из Англии, были в основном англиканами. Большая часть колонизированных земель была конфискована у коренных католических ирландцев. Колонизация началась в частном порядке в 1606 году, 1609 года стала спонсироваться Лондоном. К 1622 году общее число переселенцев достигло 19000 человек, к 1630 году достигло 50000 человек
Реакция коренного населения была в целом враждебной. В 1641 году в Ольстере произошло восстание ирландских католиков, которые пытались остановить дискриминационные процессы, расширить самоуправление и уничтожить плантации колонистов. Во время восстания было уничтожено до 12000 ольстерских протестантов. Затем последовало вторжение шотландской армии, отвоевавшей у повстанцев восточную часть Ольстера. После завоевания Ирландии Кромвелем (1649—1652 гг.) католицизм подвергся репрессиям, а большая часть земель, принадлежавших католикам, была конфискована.
В 1690-х годах произошла вторая волна колонизации шотландскими протестантами, в следствии семи лет голода в прибрежных графствах Антрим, Даун и Лондондерри.

## Современное состояние
Большинство ольстерских протестантов проживает в Северной Ирландии, которая является Соединенного Королевства. Большинство из них являются юнионистами и лоялистами и хотят, чтобы Северная Ирландия оставалась частью Соединенного Королевства. Ещё 30 % проживают в Ирландской республике (графства Каван, Монахан, Донегол), где они составляют примерно пятую часть от всех протестантских групп. Большинство ольстерских протестантов говорят на ольстерском диалекте английского языка. Небольшая часть также выучила ирландский язык.